# Deborah Q. Lewis
Deborah Ann Qualls Lewis () es una botánica, profesora, taxónoma, conservadora, y exploradora estadounidense.

## Carrera
En 1981, obtuvo su B.Sc. en biología, por la Universidad Tech de Arkansas. Y, en 1984, el M.Sc. en botánica, por la Universidad de Carolina del Norte en Chapel Hill.
Desarrolla actividades académicas y científicas en el Departamento de Ecología, Evolución y
Biología de los Organismos, Herbario Ada Hayden, de la Universidad Estatal de Iowa.
Es autora en la identificación y nombramiento de nuevas especies para la ciencia, a abril de 2016, posee siete registros de especies nuevas para la ciencia, especialmente de la familia Scrophulariaceae, y con énfasis del género Lindernia (véase más abajo el vínculo a IPNI). Además con la familia Burmanniaceae, flora de Iowa; y, técnicas de curación herbario.

## Algunas publicaciones
- jimmie d. Thompson, william r. Norris, deborah q. Lewis. 2010. The Vascular Flora of Ledges State Park (Boone County, Iowa) Revisited: Revelations and Recommendations. Castanea 74 : 390 - 423 DOI: 10.2179/08-029R2.1

- deborah q. Lewis. 2009. Dr. Lois Hattery Tiffany (1924-2009): In Memoriam. Journal of the Iowa Academy of Science 116: 44 - 48.

- j.d. Thompson, w.r. Norris, deborah q. Lewis. 2009. The vascular flora of Ledges State Park (Boone County, Iowa) revisited: Revelations and recommendations. Castanea 74: 390 - 423.

- w.r. Norris, deborah r. Lewis. 2006 (2007). Bixby State Park and Preserve: History, biota, roles in conservation, human impacts and future potential. Journal of the Iowa Academy of Science 113: 17 - 44.

- -------------, --------------------, m.p. Widrlechner, j.d. Thompson, r.o. Pope. 2001. Lessons from an inventory of the Ames, Iowa, flora (1859-2000). Journal of the Iowa Academy of Science 108: 34 - 63.

- -------------, m.p. Widrlechner, deborah q. Lewis, j.d. Thompson, r.o. Pope. 2001. More than a century of change in the Ames, Iowa flora (1859-2000). Journal of the Iowa Academy of Science 108: 124 - 141.

- deborah q. Lewis, r.o. Pope. 2001. An overview and management plan of Iowa’s non-native, invasive, terrestrial forbs. Journal of the Iowa Academy of Science 108: 116 - 123.

- s.l. Welsh, deborah q. Lewis. 2001. Duane Isely (1918-2000): A tribute. Journal of the Iowa Academy of Science 108: 64 - 69.

- deborah q. Lewis. 2001. Ada Hayden: Champion of Iowa prairies. Proceedings of the 17th North American Prairie Conference 215 - 219.

- --------------------. 2000. A revision of the New World species of Lindernia All. (Scrophulariaceae). Castanea 65: 93 - 122.

- --------------------. r. Herzberg. 1999. A new technique for drying and mounting spruce and hemlock specimens (brief communication), p. 361, en: Managing the Modern Herbarium: An interdisciplinary approach. Society for the Preservation of Natural History Collections and the Royal Ontario Museum.

- --------------------. 1998. A literature review and survey of the status of Iowa’s terrestrial flora. Journal of the Iowa Academy of Science 105: 45 - 54

- r.w. Pohl, deborah q. Lewis. 1988. Catalogue of the living collection of the Iowa State University Botany Department Greenhouses. Journal of the Iowa Academy of Science 95: 8 - 13.

- c.l. Johnson-Groh, deborah q. Lewis, j.f. Shearer. 1987. Vegetation communities and flora of Dolliver State Park, Webster County, Iowa. Proceedings of the Iowa Academy of Science 94: 84 - 88.

- j.a. Churchill, d.a. Qualls. 1986. Lindernia saxicola M.A. Curtis (Scrophulariaceae) is not extinct. Castanea 51: 225

### Libros
- deborah q. Lewis. 2012. Lindernia (Plantaginaceae). In: Baldwin, B.G., D.H. Goldman, D.J. Keil, R. Patterson, T.J. Rosatti, D.H. Wilken (eds.) The Jepson Manual: Vascular Plants of California, 2ª edición. University of California Press, Berkeley.

- --------------------, c.c. Freeman, r.k. Rabeler, w.j. Elisens. Linderniaceae. In: Flora of North America Editorial Committee (Eds.). Flora of North America, Vol. 17: Magnoliophyta: Lamiales. Oxford University Press, New York.

- --------------------. Lindernia and Torenia. In: Flora of North America Editorial Committee (eds.) Flora of North America, v. 17: Magnoliophyta: Lamiales. Oxford University Press, New York.

- --------------------. 2002. Burmanniaceae, p. 486 - 489. In: Flora of North America Editorial Committee (eds.) Flora of North America, v. 26: Magnoliophyta: Liliidae: Liliales and Orchidales. Oxford University Press, New York.

### Cap. de libros
- deborah q. Lewis. 2002. Burmanniaceae, p. 486-489. In: Flora of North America Editorial Committee (eds.) Flora of North America, v. 26: Magnoliophyta: Liliidae: Liliales and Orchidales. Oxford University Press, New York.

### En Congresos
- neil p. Bernstein, laura j. Ostrander. (eds.) 2000. Proceedings of the Seventeenth North American Prairie Conference : seeds for the future, roots of the past: held 16-20, July, 2000, North Iowa Area Community College, Mason City, Iowa
  - deborah q. Lewis. Ada Hayden, champion of Iowa prairies, p. [215] - 219.

## Honores

### Membresías[3]
- Iowa Native Plant Society.
- Cardinal Key National Honor Society, Arkansas Tech University.
- Academia de Ciencias de Iowa; miembro del Consejo de Administración (2005 - 2008); Sección Botánica vicepresidenta (1995 - 1996, 2003 - 2004), catedrática (1996 - 1997, 2004 - 2005); miembro de Parish Farm Comité (1998 - 2000); miembro del Comité de Miembros (2001 - 2005); miembro del Comité de Honores y Premios (2008 - 2011)]
- Iowa Native Plant Society [cofundadora (1995), secretaria (1996), historiadora y coeditora del Boletín (1997 - presente)]
- Iowa Asociación de Historia Natural [secretaria y editora del Boletín (2004 - 2009)]
- Red Iowa Prairie, Iowa central Región [comité organizador Invierno reunión (2000-presente)]
- Sociedad para la Preservación de Colecciones de Historia Natural [Taller comité organizador (1995)]
- Sociedad Botánica sur de los Apalaches
- The Nature Conservancy, Iowa Capítulo

### Galardones
- Premio Richard & Minnie Windler[9]
- La abreviatura «D.Q.Lewis» se emplea para indicar a Deborah Q. Lewis como autoridad en la descripción y clasificación científica de los vegetales.[10]